# Dolly (émission de variétés)
Dolly est une émission de variétés américaine diffusée du 27 septembre 1987 au 10 mai 1988 sur ABC avec Dolly Parton.

## Distribution
- Ned Beatty
- Jackée Harry
- Jon Lovitz
- Juice Newton
- Miss Piggy
- Jerry Reed
- Hulk Hogan
- Ed Koch
- Dudley Moore
- Paul Reubens (as Pee-Wee Herman)
- Oprah Winfrey
- Whoopi Goldberg
- Burt Reynolds
- Emmylou Harris
- Linda Ronstadt
- Daniel Rosen
- Bruce Willis
- Patrick Duffy
- Christine Ebersole
- Patti LaBelle
- Delta Burke
- The Desert Rose Band
- Tyne Daly
- Alabama
- Kermit the Frog
- Allyce Beasley
- The Smothers Brothers
- Willie Nelson
- Louis Nye
- Mac Davis
- Burl Ives
- Robert Mandan
- Joe Piscopo
- The Neville Brothers
- Tammy Wynette
- Tom Jones
- Lee Majors
- Paul Rodriguez
- Brett Butler
- Tom Petty
- Glen Campbell
- Lee Horsley
- Brenda Lee
- Barbara Mandrell
- Smokey Robinson
- Tom Selleck
- Terence Trent D'Arby
- Tom Petty and the Heartbreakers